# Ludwig-Pfau-Straße 21 und 23 (Heilbronn)

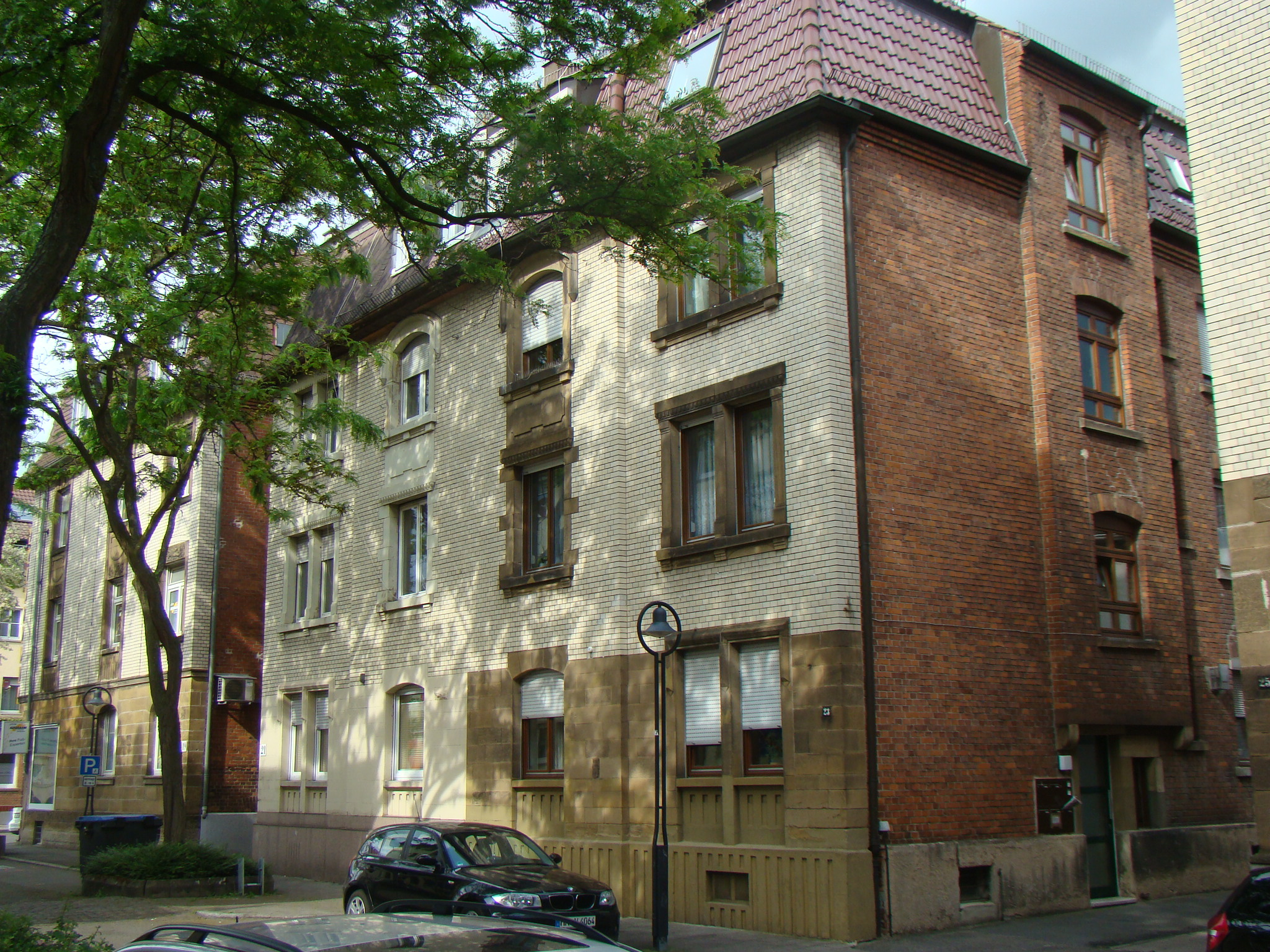
Ludwig-Pfau-Straße 21 und 23 in Heilbronn, Foto von 2015

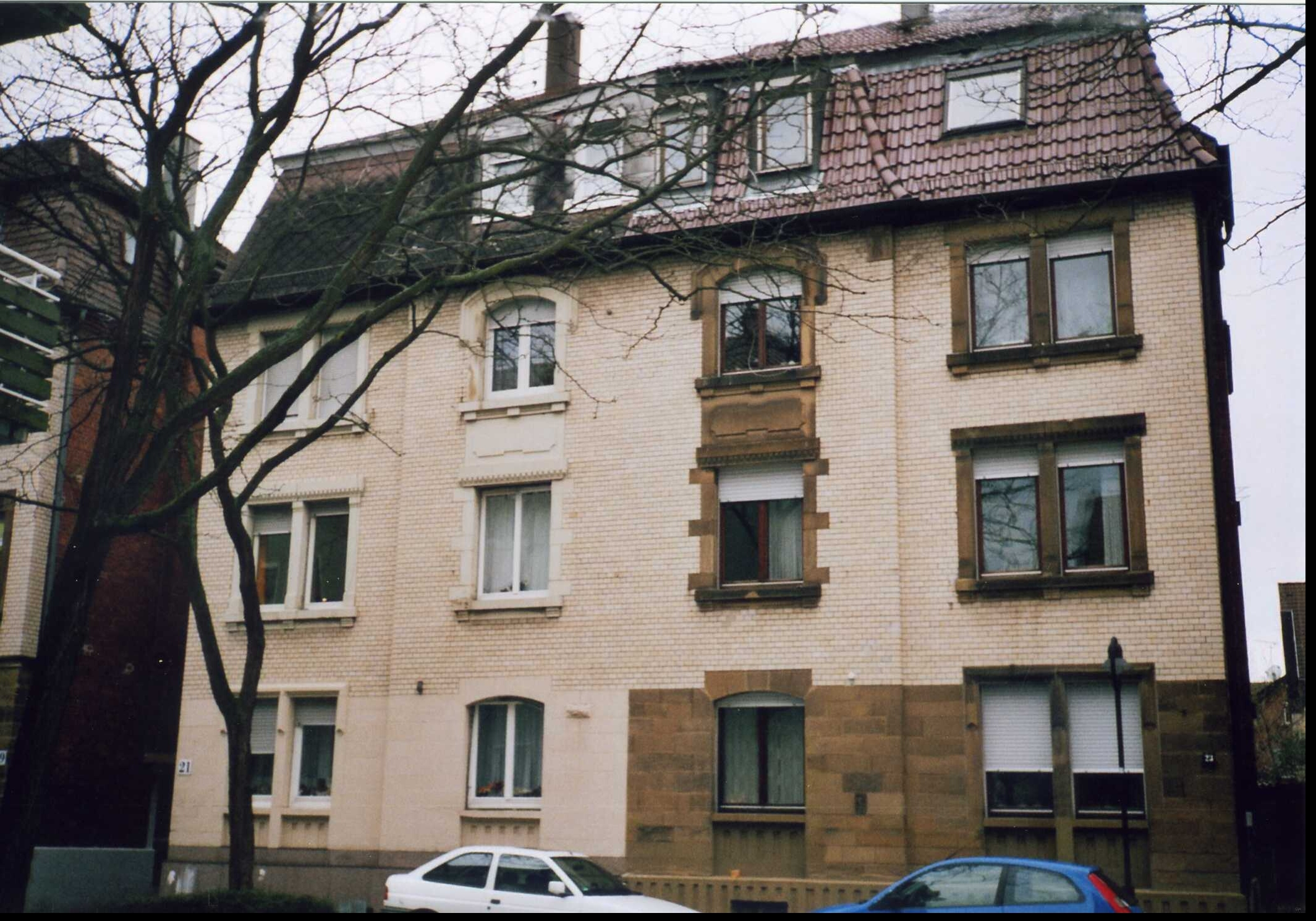
Foto von 2008

Das Doppelhaus Ludwig-Pfau-Straße  21 und 23 in Heilbronn ist ein denkmalgeschütztes Haus, das in den Jahren 1906/07  nach Plänen von Carl Mödinger errichtet wurde. Es ist neben dem Doppelhaus Ludwig-Pfau-Straße 19 und Südstraße 142 und dem Doppelhaus Südstraße 144 und 146 eines von drei Wohnhäusern, die der Bauunternehmer Rudolf Seitz erbauen ließ.

## Lage und Umgebung
Das Gebäude liegt an der nach dem Heilbronner Ehrenbürger und Dichter Ludwig Pfau benannten Ludwig-Pfau-Straße, die von Nord nach Süd innerhalb eines im späten 19. Jahrhundert begründeten Arbeiterwohngebiets südlich der Stadtmitte verläuft.

## Geschichte
1950 gehörte die Haushälfte Nr. 21 Pauline Dähn aus Idar-Oberstein, Nr. 23 der Witwe Marie Dederer. 1961 hatte der Kaufmann August Reutter Nr. 21 erworben.

## Beschreibung

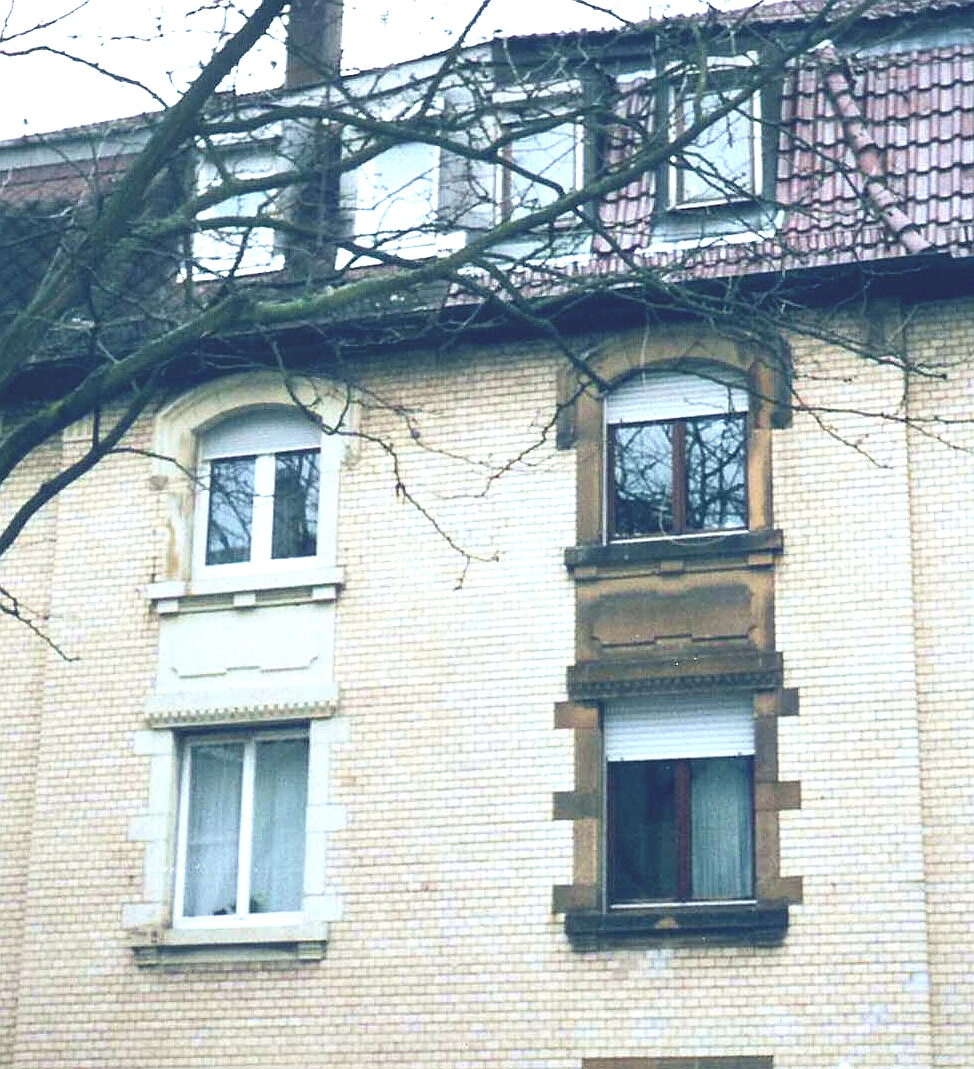
Mittelrisalit mit gemeinsamem Giebelfeld

Das für Arbeiter- und Handwerkerfamilien errichtete Mehrfamilienhaus ist als dreieinhalbgeschossiges Doppelhaus gestaltet worden und hatte bei seiner Fertigstellung wie alle anderen Häuser im historischen Arbeiterquartier vor allem Zwei- bis Dreizimmerwohnungen ohne Bad.
Das Gebäude in Sichtziegelmauerwerk zeigt spärlich eingesetzte „ornamentale Bauplastik in Sandstein“, wobei die Bauplastik mit „zahlreichen Steinmetzarbeiten“ gestaltet worden ist.
So zeigt sich Bauplastik in Sandstein an den Fensterrahmen der Zwillingsfenster. Diese bestehen aus zwei Fensteröffnungen und zeigen verbindende Mittelpfosten, die wie das restliche Fenstergewände in Sandstein ausgeführt sind.
Steinmetzarbeiten an der Bauplastik sind an den Brüstungsfeldern der Fenster mit Segmentbogen zu sehen. Diese sind einmal mit Kartuschen in Werkstein und zum anderen Mal reliefartig ausgearbeitet worden.
Während der Mittelrisalit beide Gebäudehälften optisch miteinander verbindet, sind die einzelnen Hälften des Doppelhauses an der individuellen Farbgebung zu erkennen. So ist auf der linken Gebäudehälfte die Bauplastik in Sandstein mit weißer Farbe übermalt worden.
Über dem Mittelrisalit ist im Dachgeschoss ein aufsteigender Dreiecksgiebel bzw. Frontgiebel oder auch Frontispiz zu sehen. Dieser Giebel ist noch teilweise mit den originalen Schiefern eingedeckt, hat eine Zinkverwahrung und weist vier Dachgauben auf.

## Kunstgeschichtliche Bedeutung
Das Gebäude ist beispielhaft für den Übergang vom „reduzierten Historismus“ hin zum Jugendstil. Es wurde deswegen unter Denkmalschutz gestellt und so zum Kulturdenkmal erhoben.